# Котинга смугастовола
Котинга смугастовола (Cotinga maculata) — вид горобцеподібних птахів родини Котингові (Cotingidae). Ендемік Південно-Східної Бразилії. Населяє тропічні вологі низинні ліси. Птах знаходиться під загрозою зникнення, в природі його популяція складає 250-1000 дорослих особин.  Проводячи все життя в густих кронах тропічних дерев, вони харчуються тим, що знаходиться поблизу - насінням, фруктами, повзаючими по гілках гусеницями і комахами.